# Tuna län
För det medeltida "länet" i Småland med detta namn, se Tunaläns härad.
Tuna län var ett kronofögderi (slottslän) i landskapet Dalarna. Det fanns sedan tiden då Sverige ingick i Kalmarunionen på 1300-talet. Länets administrativa centrum var kungsgården i Tuna.
Länet omfattade hela Dalarna. 1533 delades det och ett separat fögderi bildades för Öster- och Västerdalarna samt Västerbergslagen medan Tuna län då bara omfattade den nedre Dalalagen, förutom Västerbergslagen. 1533 överfördes Folkare härad till Väsby län. 1542 flyttades fogdegården Näs kungsgård och länet fick sedan efterhand namnet Näsgårds län.